# Antroposofie
Antroposofie (van het Griekse: ἄνθρωπος, ánthrōpos "mens" en σοφία sophía "wijsheid") is een spirituele filosofie en occulte wetenschap gebaseerd op de leer van Rudolf Steiner (1861–1925), die het bestaan postuleert van een geestelijke wereld die toegankelijk zou zijn via innerlijke ontwikkeling. Deze innerlijke ontwikkeling is gericht op versterking van het bewustzijn.
De antroposofische gezichtspunten worden ingezet op verschillende terreinen, zoals Vrijeschoolonderwijs, heilpedagogie, euritmie, spraakvorming, kunstzinnige therapieën, antroposofische geneeskunde, sociale driegeleding, biologisch-dynamische landbouw en architectuur.
Volgens Swartz, Brandt, Hammer en Hansson is Antroposofie een religie (nieuwe religieuze beweging). Volgens Martin Gardner is het een sekte. Andere academici menen dat Antroposofie een religieuze beweging is. Volgens de Katholieke Kerk is het een "neo-gnostische ketterij", of een New Age beweging. Volgens anderen het is folie a culte.

## Geschiedenis

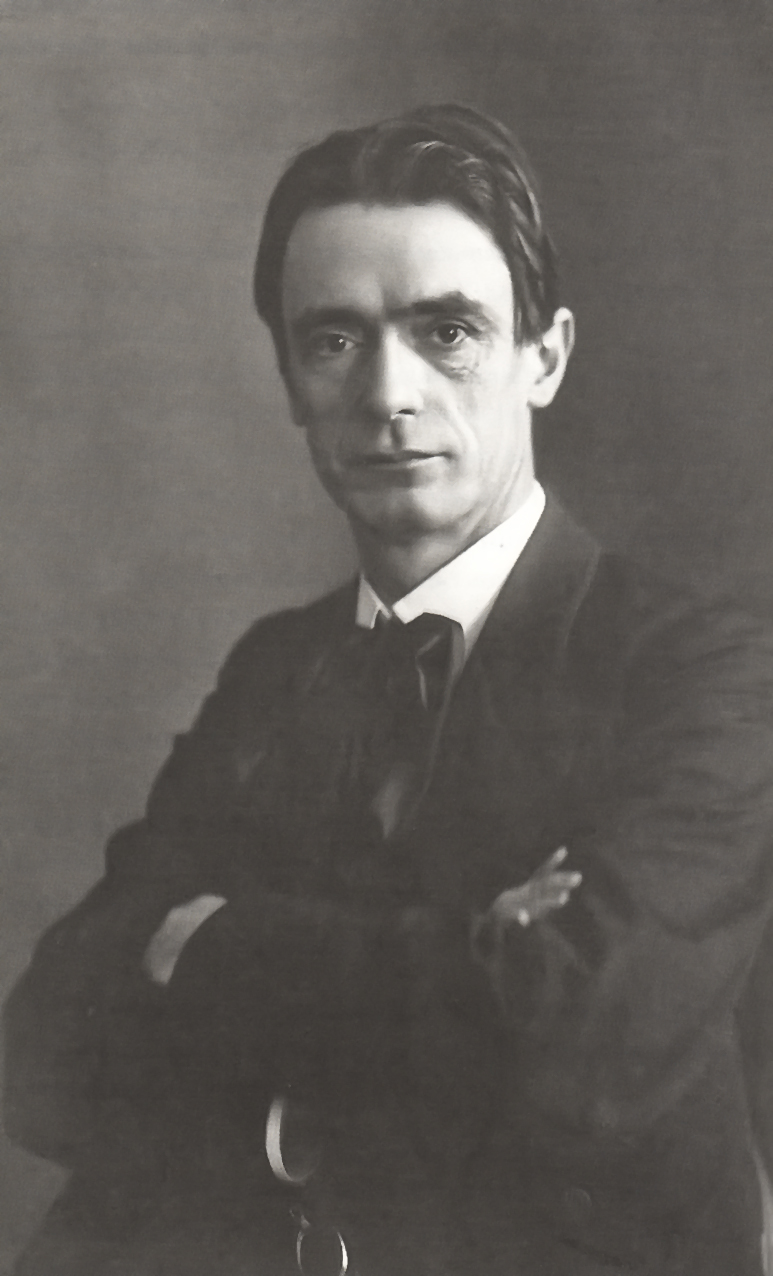
Rudolf Steiner in 1905

Rudolf Steiner beschrijft in zijn werk hoe hij door aanleg en training het vermogen ontwikkelde bij vol bewustzijn waar te nemen in de bovenzinnelijke, niet materiële wereld. Hij was ervan overtuigd dat mediamieke helderziend- of heldervoelendheid die kan optreden bij verlaagd trancebewustzijn in onze tijd vervangen moet worden door een helderziendheid bij vol bewustzijn. Met zijn vermeende inzichten ondervond hij rond 1900 belangstelling bij de Theosophical Society, de Theosofische Vereniging. Deze vereniging was opgericht door de adellijke Russin Helena Blavatsky die beschreef mediamieke gaven te bezitten en daarmee tot bepaalde geestelijke inzichten te zijn gekomen. Rudolf Steiner werd in 1902 voorzitter van de Duitse afdeling van de Theosofische Vereniging. In de daaropvolgende jaren maakte de Duitse afdeling een grote ontwikkeling door, voornamelijk als resultaat van Rudolf Steiners activiteiten. Hij hield door heel Europa voordrachten en schreef in de loop der jaren meer dan 30 boeken. In 1907 entameerde hij de organisatie van een grote kunstconferentie in München, een 'Gesamtkunstwerk', het begin van antroposofische activiteiten op het gebied van de kunst.
Rond 1910 ontstonden echter spanningen door de westerse christelijke oriëntatie van Steiner en de meer oosterse oriëntatie van de Theosophical Society. In 1912 was Annie Besant, de toenmalige voorzitter van de society, nauw betrokken bij de beweging de Orde van de Ster in het Oosten die de jonge Indiër Jiddu Krishnamurti presenteerde als de wedergeboren Christus. Steiner verzette zich tegen deze ontwikkeling omdat volgens hem de verschijning van Christus op aarde in een menselijk lichaam maar één keer plaatsvond om een toen noodzakelijke nieuwe impuls aan de ontwikkeling van de mens te geven. Dat leidde tot een breuk tussen de Duitse afdeling en de Theosophical Society. In 1912 werd de Anthroposophische Gesellschaft opgericht waaraan Steiner als leraar verbonden was. De meeste theosofen in Duitsland, Nederland, Oostenrijk en Zwitserland sloten zich daarbij aan. Hoewel hij nooit uitsluitsel heeft gegeven dat hij de wedergeboren Christus zou zijn, distantieerde Krishnamurti zich van de cultus rond zijn persoon en hief in augustus 1929 de Orde van de Ster in het Oosten op.
Sinds 1913 is Dornach, bij Basel, de hoofdvestiging van de Anthroposophische Gesellschaft. Daar werd op neutraal gebied tijdens de Eerste Wereldoorlog een groot centrum gebouwd, het eerste Goetheanum, in eendrachtige samenwerking van leden uit verschillende (deels oorlogvoerende) landen. Dit gebouw ging in de oudejaarsnacht van 1922 door brand verloren. Met Kerstmis 1923 werd de huidige Allgemeine Anthroposophische Gesellschaft opgericht, nadat een aantal landelijke verenigingen waaronder de Antroposofische Vereniging in Nederland was opgericht. Na de Eerste Wereldoorlog ontplooide Steiner een groot aantal initiatieven in de toepassing van antroposofie, waarvan de bekendste zijn: de vrijescholen (in Vlaanderen steinerscholen), de antroposofische uitbreiding van de geneeskunde en de biologisch-dynamische landbouw die over de hele wereld een hoge vlucht hebben genomen.

## Visie op wetenschap
Het door Rudolf Steiner en zijn toenmalige medewerkers ingezette onderzoek in het kader van de verschillende secties van de Freie Hochschule für Geisteswissenschaft te Dornach heeft zich in de loop van ruim 80 jaar constant verder ontwikkeld, zij het met bescheiden middelen. Doelstelling hiervan is met behoud van de verworvenheden van modern wetenschappelijk onderzoek de grenzen van de wetenschap te verleggen voorbij het strikt materiële, tot in de geestelijke wereld. In de Ita Wegman-Klinik te Arlesheim, wordt onderzoek gedaan naar de klinische effecten van de geneeskundige ideeën van Steiner.

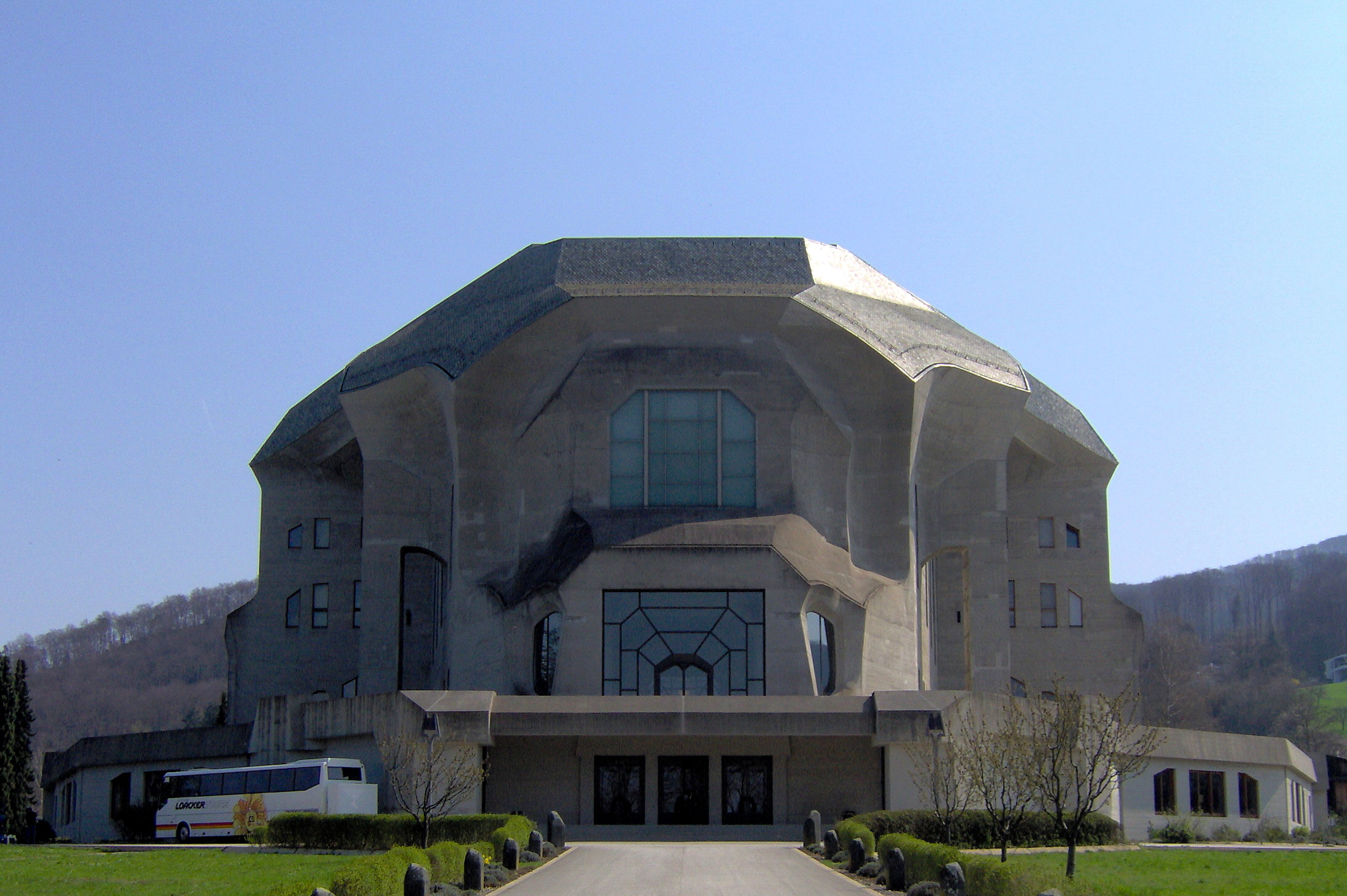
Het Goetheanum, Dornach, Zwitserland

Antroposofisch onderzoek wordt gedeeltelijk verricht door de ontwikkeling van het schouwen in de niet voor de gewone zintuigen waarneembare wereld, maar volgt ook, zoveel als deze benadering en ethische normen dat toelaten, de strenge regels van wetenschappelijk onderzoek. In een basiswerk "De weg tot inzicht in hogere werelden" geeft Rudolf Steiner aan hoe men zich dit helderziende vermogen door een intensieve innerlijke scholing eigen zou kunnen maken. Vanuit wetenschappelijk oogpunt wordt deze methode van kennisvergaring verworpen omdat zij niet toetsbaar of falsifieerbaar is. In de afgelopen jaren is veel inspanning gedaan om de ervaringen met de toepassing van antroposofische inzichten in de geneeskunde te objectiveren.

## Gedachtegoed
Voordat Steiner begon met het publiceren van onderzoeksresultaten die gebaseerd waren op zijn bovenzinnelijke waarnemingen, heeft hij in zijn 'Filosofie van de Vrijheid' de antroposofie met inachtneming van door hemzelf wetenschappelijk geachte maatstaven filosofisch gefundeerd. Vervolgens beschrijft Steiner in andere basiswerken zoals 'Theosofie', 'De weg tot inzicht in hogere werelden' en 'Wetenschap van de geheimen der ziel' compact de andere voornaamste elementen van de antroposofie. Latere boeken met een occulte inhoud zijn gebaseerd op bewuste bovenzinnelijke waarnemingen en onderzoek en komen op onderdelen overeen met theosofische inzichten die echter verkregen zouden zijn door atavistische vermogens, waarbij een medium met verlaagd bewustzijn mededelingen ontvangt.
Steiner beschouwde de mens onder meer als bestaande uit drie zogenoemde wezensdelen: lichaam, ziel en geest. De menselijke geest gaat volgens Steiner door vele aardse incarnaties, om zo tot een steeds hogere evolutiegraad te kunnen komen. Tijdens zijn opeenvolgende levens bouwt de mens volgens Steiner een schuldenbalans op, karma genoemd, die zowel negatief als positief kan zijn en ten dele zijn levenslot bepaalt. Samen met de mens ontwikkelen volgens Steiner ook de aarde en de andere planeten, evenals een geestelijke "hiërarchie" waarin engelen, aartsengelen en hogere hiërarchische wezens, zich voortdurend door evolutionaire fasen heen. Een centrale en unieke plaats in deze hele ontwikkeling neemt volgens Steiner Christus in, omdat zijn komst en offer op Golgotha een unieke impuls gaf aan de geestelijke leiding van mens en wereld.
Steiner beschrijft een zogenoemde "geestelijke wereld" vanwaaruit (menselijke) geestenzielen zich incarneren in een aardse, lichamelijke gedaante. De ontwikkeling van de ziel in de loop van opeenvolgende aardelevens vervult volgens Steiner in de huidige periode van de mensheidsontwikkeling een sleutelrol.
Steiner neemt een invloed aan die volgens hem zowel vanuit van de aarde als vanuit de kosmos inwerkt op de ontwikkeling van de mens, meer bepaald op diens individuele temperament. Hij gebruikt de bekende indeling met betrekking tot temperament van Hippocrates (cholerisch, sanguinisch, flegmatisch en melancholisch) en werkt deze verder uit voor de huidige mens.
Een af en toe opduikend bezwaar tegen antroposofie is het gebruik van het woord "ras" (zie: menselijk ras) in enkele van de publicaties. In Nederland woedde hierover in de jaren 90 van de 20e eeuw een felle discussie. Een commissie bestaande uit leden van de Antroposofische Vereniging beschreef in haar rapport 'Antroposofie en het vraagstuk van de rassen', dat in de 89.000 pagina's tekst van Steiners werken en voordrachten (de Gesamtausgabe) zestien uitspraken staan die, als zij nu zouden worden gedaan, tot strafrechtelijke vervolging aanleiding zouden kunnen geven. De commissie kwam tot de conclusie dat er in het werk van Steiner "geen sprake is van een rassenleer", noch van racisme (blz. 668).

### Atlantis
Rudolf Steiner borduurde op de theosofie voort. Hij onderzocht geheel met eigen geesteswetenschappelijke middelen waar de Atlantische cultuur gesitueerd was. Hij beschrijft in boeken en voordrachten in detail hoe Atlantis en zijn bewoners er fysiek uit zouden hebben gezien en hoe zij handelden (totaal anders dan in het huidige tijdperk) Steiner schreef Atlantis en Lemurië.

## Evolutieleer

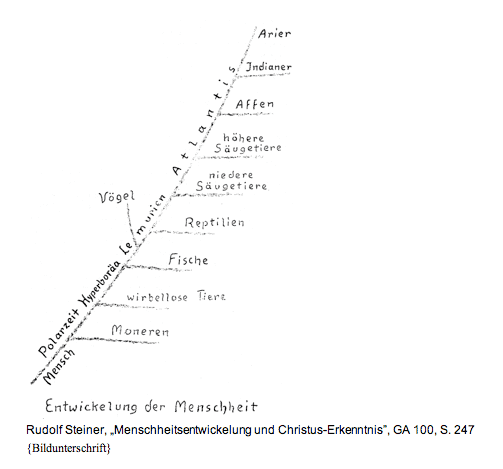
Menschheitsentwickelung und Christus-Erkenntnis, Rudolf Steiner, GA 100

Rudolf Steiners evolutieleer is een belangrijke spil van de antroposofie en onderbouwt de filosofische visie van verscheidene antroposofische werkvelden. In de wetenschap wordt Steiners evolutieleer niet serieus genomen. Rudolf Steiners evolutieleer is geen evolutietheorie, maar een leer gebaseerd op vaststaande aannames of dogma's. In Steiners visie wordt de mens, als uit de kosmos neergedaalde geest, gezien als beginpunt van de evolutie, waarna zich zogenaamde lagere levensvormen van de mens afscheidden (zie de nevenstaande afbeelding). De oorspronkelijk spirituele mensheid wordt volgens Steiner verondersteld ouder te zijn dan de hele dierenwereld, die zich daaruit ontwikkelde in degeneratieve processen. Bij het omkeren van de Darwinistische evolutietheorie beweerde Steiner dat alle aardse levende wezens in werkelijkheid van de mens zijn afgeleid'. Aan dit aspect van Steiners visie op evolutie lag een diepgeworteld 19de-eeuws evolutiedenken ten grondslag. Invloeden kwamen bijvoorbeeld van de recapitulatietheorie van Ernst Haeckel (1834-1919), maar de belangrijkste invloed op de vorming van Steiners evolutiedenken kwam van de occultiste en theosofe Madame Blavatsky (1831-1891).

## Antroposofie en christendom

### Nadruk op het multiculturele
Steiner zag uitdagingen in de multiculturele maatschappij. Hij benadrukte dat er behoefte was aan een spiritualiteit die alle godsdiensten en culturen kon eerbiedigen en verenigen. In zijn visie op de maatschappij (Sociale Driegeleding) moeten cultuur (kunst, wetenschap, religie en opvoeding) absoluut vrij zijn.
Zijn gedachteloop kan als volgt worden samengevat:
Volgens Steiner zien veel mensen, vooral die van Oostelijke culturen, de behoefte aan een geestelijke basis voor een cultuur. Anderen, vooral in het Westen, leven in een materialistisch kader dat verbazingwekkende resultaten heeft bereikt - vooral door de verwezenlijkingen van moderne wetenschap - maar zij zouden hun geestelijke wortels verlaten hebben. Steiner stelde dat een conflict van culturen onvermijdelijk zou zijn als er geen verzoening van deze twee zou komen. Hij stelde dat het Oosten slechts het Westen zou eerbiedigen wanneer er in het Westen een nieuwe spiritualiteit zou ontstaan die de verwerkelijkingen van beide culturen zou verenigen.

### Christus staat centraal in de aardse evolutie
Steiner waardeerde alle godsdiensten en culturele ontwikkelingen, maar benadrukte meer recente westerse esoterische leerstellingen, zoals leerstellingen die zich hadden ontwikkeld om aan eigentijdse behoeften te voldoen en dan met name de Tempeliers, de Rozenkruisers en het Graals-christendom. Hij vond dat Christus en zijn opdracht op aarde een bijzonder belangrijke plaats bekleden in de menselijke evolutie, maar hij benadrukte dat:
- Het christendom is ontstaan uit vorige godsdiensten;
- Het wezen dat zich openbaart in het christendom, vertoont zich in alle geloofsovertuigingen en godsdiensten;
- Elke godsdienst geldig en waar is voor de tijd en de culturele context waarin hij is ontstaan;
- De historische vormen van het christendom drastisch moeten worden getransformeerd om aan de gangbare evolutie van de mensheid tegemoet te komen;
- Het wezen dat alle godsdiensten verenigt is de centrale kracht in de menselijke evolutie en niet een bepaald godsdienstig geloof.

"Christus” is voor Steiner niet alleen de Verlosser uit de Zondeval, maar ook de unieke spil in de evolutieve processen van de aarde en van de menselijke geschiedenis, die zich in alle godsdiensten en culturen manifesteert. Het christendom van Steiner verschilt van dat van gnostici, die het fenomeen van Christus bekeken vanuit de kennis die zij verkregen hadden van het oude gnosticisme, terwijl voor Steiner de incarnatie van Christus een historische werkelijkheid en een centraal en uniek punt in de menselijke geschiedenis was.
In een lezing over het verband tussen antroposofie en christendom, verklaarde Steiner: “De antroposofie wil niet de plaats van christendom usurperen; integendeel, zij zou instrumentaal willen zijn in het leren begrijpen van het christendom. Aldus wordt het ons duidelijk door de antroposofie dat het wezen dat wij Christus noemen, moet worden gezien als het centrum van het leven op aarde, dat de christelijke godsdienst de uiteindelijke godsdienst voor de toekomst van de aarde is. De antroposofie toont ons in het bijzonder aan dat de voorchristelijke godsdiensten hun eenzijdigheid ontgroeien en samenkomen in het christelijke geloof. Het is niet de wens van antroposofie om iets anders in de plaats van het christendom te plaatsen; eerder wil het bijdragen tot een dieper, met hartenkrachten vervuld inzicht in het christendom."

### Verschillen met het confessionele christelijke denken
Steiners visie verschilt met het confessionele christelijke denken op belangrijke plaatsen en omvat gnostische elementen. Onder meer:
- Steiner had een andere visie over reïncarnatie en karma.
- Steiner beweerde dat er twee verschillende Jezus-kinderen betrokken waren bij de incarnatie van Christus: één kind stamde af van Solomon, zoals beschreven in het Evangelie volgens Matteüs (Matteüs 1,1-17), het andere kind stamde af van Natan, de zoon van Koning David en Batseba, zoals wordt beschreven in het Evangelie volgens Lucas (Lucas 3,23-38).
- Steiners mening over de wederkomst van Christus. Hij beschreef dat dit geen fysieke verschijning zou zijn, maar een verschijning in de ether-sfeer (zichtbaar voor het geestesoog) ervaarbaar in het samenleven van de mensen. Steiner meende dat de toekomst van het mensdom zou eisen dat deze 'Geest van Liefde' zou worden herkend.

De Christengemeenschap, een beweging voor religieuze vernieuwing, baseert haar christologie en rituelen voor een groot deel op aanwijzingen van Rudolf Steiner, maar opereert als zelfstandig kerkgenootschap los van de antroposofische vereniging.

## Antroposofie in Nederland

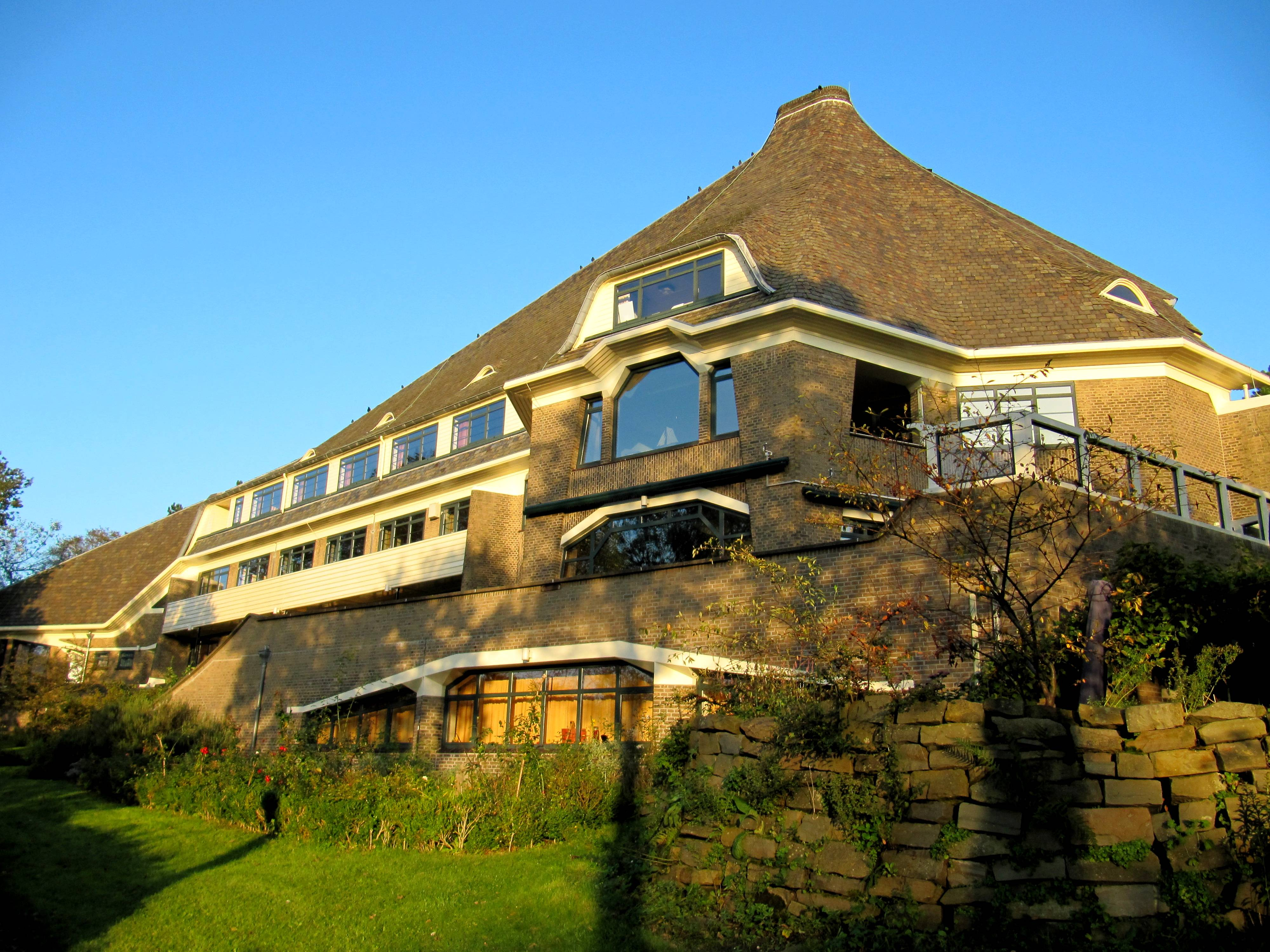
Rudolf Steiner Kliniek in Den Haag.

De antroposofie wordt in Nederland vertegenwoordigd door onder andere de 'Antroposofische Vereniging in Nederland'. In deze vereniging wordt de persoonlijke ontwikkeling van de leden ondersteuning geboden. Ieder wordt geacht zelf een ontwikkelingsweg te gaan en zijn inzichten te verdiepen om van daaruit zijn werk in de wereld te kunnen verrichten. Dat betekent dat de vereniging geen standpunten over maatschappelijke of ethische vraagstukken kan innemen; dat is principieel voorbehouden aan de individuele leden.
Een bekende Nederlandse antroposoof was Bernard Lievegoed (1905 – 1992), die de aanwijzingen van Steiner vertaalde naar het moderne leven, waaronder het bedrijfsleven, in de tweede helft van de 20e eeuw. Hij was oprichter van het NPI - Nederlands Pedagogisch Instituut voor het bedrijfsleven (later NPI – Instituut voor organisatieontwikkeling) te Zeist, mede-oprichter van de TH Twente. Zijn vrouw Nel Lievegoed-Schatborn bestuurde de op antroposofische leest geschoeide Zonnehuizen in Zeist. De Triodos Bank is opgericht vanuit antroposofische gezichtspunten, door onder andere Rudolf Mees. Naast het grote aantal vrijescholen is de antroposofische verslavingszorg en het fenomeen van de zorgboerderij door antroposofen in Nederland tot ontwikkeling gebracht. In Driebergen-Rijsenburg is het Instituut voor Biografiek gevestigd. Daar worden een opleiding biografisch coachen en diverse workshops en cursussen aangeboden en worden de biografiek en het biografiewerk verder ontwikkeld.
De antroposofische architectuur heeft in Nederland bekendheid en waardering verworven met name door de werken van Ton Alberts en zijn architectenbureau Alberts en van Huut. Internationale faam verwierf Alberts met het ontwerp van het Zandkasteel in Amsterdam Zuidoost dat lange tijd fungeerde als hoofdkantoor van NMB en de rechtsopvolger ING, alsmede het hoofdkantoor van de Gasunie in Groningen. De enige antroposofische landbouwschool in Nederland is Warmonderhof in Dronten.

## Kritiek
Veel wetenschappers, wetenschapsfilosofen en artsen, waaronder Michael Shermer, Michael Ruse, Edzard Ernst, David Gorski en Simon Singh beschouwen de toepassing van de antroposofie op het gebied van geneeskunde, biologie, landbouw en onderwijs als gevaarlijk en pseudowetenschappelijk. Sommige ideeën van Steiner wijken af van de moderne wetenschap, waaronder: "raciale" evolutie, helderziendheid (Steiner beweerde dat hij helderziend was), het idee dat het hart niet als pomp functioneert, de bewering dat eilanden 'drijven' of 'zwemmen' in de zeeën en oceanen en door 'sterrenkrachten' worden vastgehouden, en de mythe van Atlantis.